# Tachardina brachystegiae
Tachardina brachystegiae är en insektsart som beskrevs av Hall 1935. Tachardina brachystegiae ingår i släktet Tachardina och familjen Kerriidae.
Artens utbredningsområde är Zimbabwe. Inga underarter finns listade i Catalogue of Life.